# 韋伯斯特 (麻薩諸塞州)
韋伯斯特（英語：Webster）是一個位於美國麻薩諸塞州烏斯特縣的鎮。

## 人口
根據2020年美國人口普查的數據，韋伯斯特的面積為37.70平方千米，當中陸地面積為32.30平方千米，而水域面積為5.40平方千米。當地共有人口17776人，而人口密度為每平方千米472人。